# WeTransfer
WeTransfer (englisch we transfer ‚wir übertragen‘) ist ein 2009 eingeführter Filehosting-Dienst. Der Zweck von WeTransfer ist der Versand großer Dateien an einen oder mehrere Empfänger. Die Dateien werden nur kurzfristig gespeichert und können vom Empfänger nur in dieser Zeit heruntergeladen werden. Eine Registrierung zur Nutzung ist erforderlich.

## Funktion
WeTransfer funktioniert über den Webbrowser und ist dadurch für alle Betriebssysteme nutzbar. Zusätzlich gibt es eine Anwendungssoftware (App) für iPhone und Android. 
Hat man eine Datei über das Webportal oder die Smartphone-App zu WeTransfer – verschlüsselt – übertragen, erhält der Empfänger (bzw. die Empfänger) eine Nachricht und kann über einen nicht öffentlichen Weblink diese Datei dann herunterladen. Hat er dies getan, wird der Absender darüber informiert und der Vorgang ist abgeschlossen.
Wahlweise wird nach der Übertragung zu WeTransfer der Weblink zum Herunterladen direkt angezeigt, damit man ihn kopieren und beispielsweise per E-Mail an beliebig viele Empfänger verteilen kann. Man muss in diesem Fall keinerlei E-Mail-Adressen angeben, bekommt aber auch keine Bestätigung nach dem Herunterladen.

## Datenschutz und Kritik
Die Verschlüsselung beim Hochladen und beim Speichern der Datei im von WeTransfer angemieteten Rechenzentrum ist, wie bei allen Cloud-Anbietern, keine Garantie für Datenschutz, Datensicherheit und Diskretion. Obgleich sich das Unternehmen in den Niederlanden befindet, bleiben die Daten nach Firmenangaben nicht notwendigerweise innerhalb Europas, sondern können auch in anderen Kontinenten gespeichert oder zwischengespeichert werden.
WeTransfer nutzt Technik und Infrastruktur von Amazon, die Daten werden mit Amazon Web Services (AWS) gespeichert und übertragen.
Im Jahr 2025 geriet der Dienst nach einer Änderung der Nutzungsbedingungen in die Kritik. Es bestand der Verdacht, dass hochgeladene Dateien zum Training von KI-Modellen dienen könnten. WeTransfer überarbeitete infolgedessen eine Klausel und gab an, dass Nutzerinhalte weder zum maschinellen Lernen verwendet noch an Dritte verkauft würden.

## Code zum Herunterladen
Seit 2020 ist ein Code nötig, der von WeTransfer an die eigene E-Mail-Adresse geschickt wird und vor einer Sendung eingetragen werden muss. Die eigene E-Mail-Adresse und die des Empfängers werden angegeben, damit der Empfänger informiert wird und eine Bestätigung an die eigene E-Mail-Adresse erfolgt, sobald der Empfänger die Datei erhalten und später auch heruntergeladen hat. Ein vollständiger Weblink wird außerdem angezeigt, um ihn an weitere Empfänger verschicken zu können. 
Nach Angaben der Betreiber werden Dateien eine Woche nach dem Hochladen vom Server gelöscht, eine Datei darf die Größe von 2 Gigabyte nicht übersteigen. Ohne Registrierung kann auch nur je ein einziger Empfänger eingetragen werden. Bei einer kostenfreien Registrierung ändern sich die Nutzungsbedingungen, beim kostenpflichtigen WeTransfer Plus können bis zu 50 Empfänger eingetragen werden. WeTransfer gab bekannt, dass im November 2013 zwei Millionen Personen pro Tag den Dienst zum Übertragen von Dateien genutzt hätten.

## Geschichte
WeTransfer wurde im Dezember 2009 in Amsterdam von den Niederländern Ronald Hans (Spitzname Nalden) und Bas Beerens gegründet. Beerens leitet eine Werbeagentur und schrieb zur Einsparung von Kurier- und Versandkosten eine Software, um große Dateien von und zu Kunden zu übertragen. Ronald Hans kommt aus der Bloggerszene, wo ihm die Idee kam, großformatige Werbung unter seine Blogs zu legen – heute das visuelle Leitmotiv von WeTransfer.
2024 übernahm das italienische Technologieunternehmen Bending Spoons WeTransfer.

## Geschäftsmodell
WeTransfer finanziert sich durch Werbung in Form von bildschirmfüllenden, hochauflösenden Fotografien der Werbekunden („Wallpapers“) und durch regelmäßig zahlende Kunden, die durch das Abonnement Sonderprivilegien erhalten, wie größere Datenvolumina, eigene E-Mail-Adressen und Passwortschutz. Die direkte Konkurrenz sind große Cloud-Dienste wie Dropbox, Google Drive oder OneDrive aber auch der Schweizer File-Sharing Dienst SwissTransfer.
WeTransfer gibt an, seit 2013 profitabel zu sein; 2015 nahm das Unternehmen 25 Mio. US-Dollar Wagniskapital zum Zweck einer Wachstumsfinanzierung auf.
Ein für den 28. Januar 2022 geplanter Börsengang wurde am Tag davor abgesagt.